# Lajtabánság
4 octobre 1921 – 5 novembre 1921
Entités précédentes :
- Autriche-Hongrie

Entités suivantes :
- Burgenland
- Comitat de Sopron

Le Lajtabansag (Lajtabánság en hongrois, Leitha-Banat en allemand) était un État hongrois éphémère qui exista en 1921.
Situé dans le territoire du Land autrichien actuel du Burgenland, cet État fut créé après la signature du traité de Trianon entre le moment du départ des troupes hongroises et son annexion formelle par l'Autriche, c’est-à-dire entre le 4 octobre et le 5 novembre 1921. Il tirait son nom de Lajta, le nom hongrois de la Leitha.